# Gimme Fiction
Gimme Fiction é o quinto álbum de estúdio da banda americana de indie rock Spoon. Foi lançado em 10 de maio de 2005 pela Merge Records nos EUA e pela Matador Records na Europa. Ele estreou na posição 44º na Billboard 200. "I Turn My Camera On" foi lançada como single, e se tornou um dos maiores sucessos da banda. Uma reedição deluxe do álbum foi lançada em 11 de dezembro de 2015 para comemorar seu 10º aniversário. Em dezembro de 2009, Gimme Fiction havia vendido aproximadamente 215.000 cópias.

## Antecedentes
Britt Daniel começou a trabalhar nas músicas do álbum seguinte a Kill the Moonlight no início de 2003, quando recebeu uma carta de David Klowden na qual ele se oferecia para deixar Daniel usar sua casa de praia se ele quisesse "ir para outro período de escrita". Daniel dirigiu até Ocean Beach, em San Diego, e começou a escrever as músicas para o próximo álbum em uma pequena casa com vista para o oceano.
Antes do título Gimme Fiction ser decidido, o álbum se chamaria The Beast and Dragon, Adored, que é a faixa de abertura, mas Daniel depois decidiu que não usaria esse título. Daniel queria usar a palavra "gimme" no título do álbum e optou por usar "Gimme Fiction". Ele também afirmou que a capa do álbum é a sua favorita.
O título da faixa de abertura, "The Beast and Dragon, Adored", veio de uma revista de arte que Daniel encontrou na casa de sua avó que continha uma tapeçaria chamada "The Apocalypse: The Beast and Dragon Are Adored".

## Recepção
| Críticas profissionais | Críticas profissionais |
| Pontuações agregadas   | Pontuações agregadas   |
| Fonte                  | Avaliação              |
| ---------------------- | ---------------------- |
| Metacritic             | 84/100                 |
| Avaliações da crítica  |                        |
| Fonte                  | Avaliação              |
| Allmusic               | [ 4 ]                  |
| Entertainment Weekly   | A−                     |
| Pitchfork              | 7,9/10                 |
| Spin                   | B−                     |
| Rolling Stone          | [ 8 ]                  |

Gimme Fiction recebeu aclamação da crítica após o lançamento. No Metacritic, que atribui uma classificação normalizada de 100 a críticas de críticos convencionais, o álbum recebeu uma pontuação média de 84, com base em 30 críticas, indicando "aclamação universal". Eric Carr, da Pitchfork, elogiou a diversidade musical do álbum e citou " I Turn My Camera On" como uma das músicas mais "de tirar o fôlego" que a banda já produziu. Zeth Lundy, do PopMatters, nomeou o álbum como a "realização da coroação" da banda. Jesus Chigley, do Drowned in Sound, descreveu-o como "um refinamento noturno e introspectivo de lançamentos anteriores que ainda capitaliza a escrita pop clássica de Britt Daniel e a inventividade sonora."
Em uma coluna da revista Entertainment Weekly, o autor Stephen King nomeou "I Summon You" como sua música favorita do ano.
Em 2009, Rhapsody classificou o álbum no número 19 em sua lista dos 100 melhores álbuns da década.
Em 3 de novembro de 2015, foi anunciado que uma edição deluxe de Gimme Fiction seria lançada em 11 de dezembro de 2015 para comemorar o 10º aniversário do álbum. Joe Goggins do Drowned in Sound, revisando a reedição, escreveu: "Se alguma vez houve uma bifurcação na estrada para o grupo, este álbum provavelmente foi isso; sabendo, como fazemos com o benefício da retrospectiva, que eles escolheram o caminho certo, Gimme Fiction soa ainda mais revigorante na reflexão." Barry Walters, da Rolling Stone, o chamou de "álbum de transição que pressagiava o avanço pop de 2007, Ga Ga Ga Ga Ga". O crítico da GQ Miles Raymer apelidou Gimme Fiction de "o disco de rock mais importante da última década".

## Lista de músicas
Todas as músicas foram escritas por Britt Daniel.
| N.º            | Título                                | Duração |  |
| 1.             | "The Beast and Dragon, Adored"        | 4:18    |  |
| 2.             | "The Two Sides of Monsieur Valentine" | 2:58    |  |
| 3.             | "I Turn My Camera On"                 | 3:32    |  |
| 4.             | "My Mathematical Mind"                | 5:02    |  |
| 5.             | "The Delicate Place"                  | 3:42    |  |
| 6.             | "Sister Jack"                         | 3:35    |  |
| 7.             | "I Summon You"                        | 3:55    |  |
| 8.             | "The Infinite Pet"                    | 3:56    |  |
| 9.             | "Was It You?"                         | 5:02    |  |
| 10.            | "They Never Got You"                  | 4:59    |  |
| 11.            | "Merchants of Soul"                   | 2:49    |  |
| Duração total: | Duração total:                        | 43:48   |  |

Faixas bônus
| N.º            | Título                     | Duração |  |
| 1.             | "Carryout Kids"            | 2:49    |  |
| 2.             | "You Was It"               | 3:59    |  |
| 3.             | "I Summon You (Demo)"      | 3:58    |  |
| 4.             | "Sister Jack (Piano Demo)" | 1:43    |  |
| Duração total: | Duração total:             | 12:29   |  |

Notas
- "I Turn My Camera On" foi usado no episódio de Bones " The Man in the SUV ".[17] Também foi usado no episódio de Os Simpsons " Any Given Sundance", no episódio de Veronica Mars " Cheatty Cheatty Bang Bang ",[18] e no episódio da 1ª temporada "Nevermind" de Friday Night Lights.

## Paradas musicais
| Parada (2005)                                 | Posição de pico |
| --------------------------------------------- | --------------- |
| Estados Unidos (Billboard 200)                | 44              |
| Estados Unidos (Billboard Independent Albums) | 1               |